# Tony Crook
Anthony Crook (16 de fevereiro de 1920 – 21 de janeiro de 2014) foi um automobilista britânico nascido na Inglaterra que participou dos Grandes Prêmios da Grã-Bretanha de Fórmula 1 de 1952 e 1953.